# Voadora

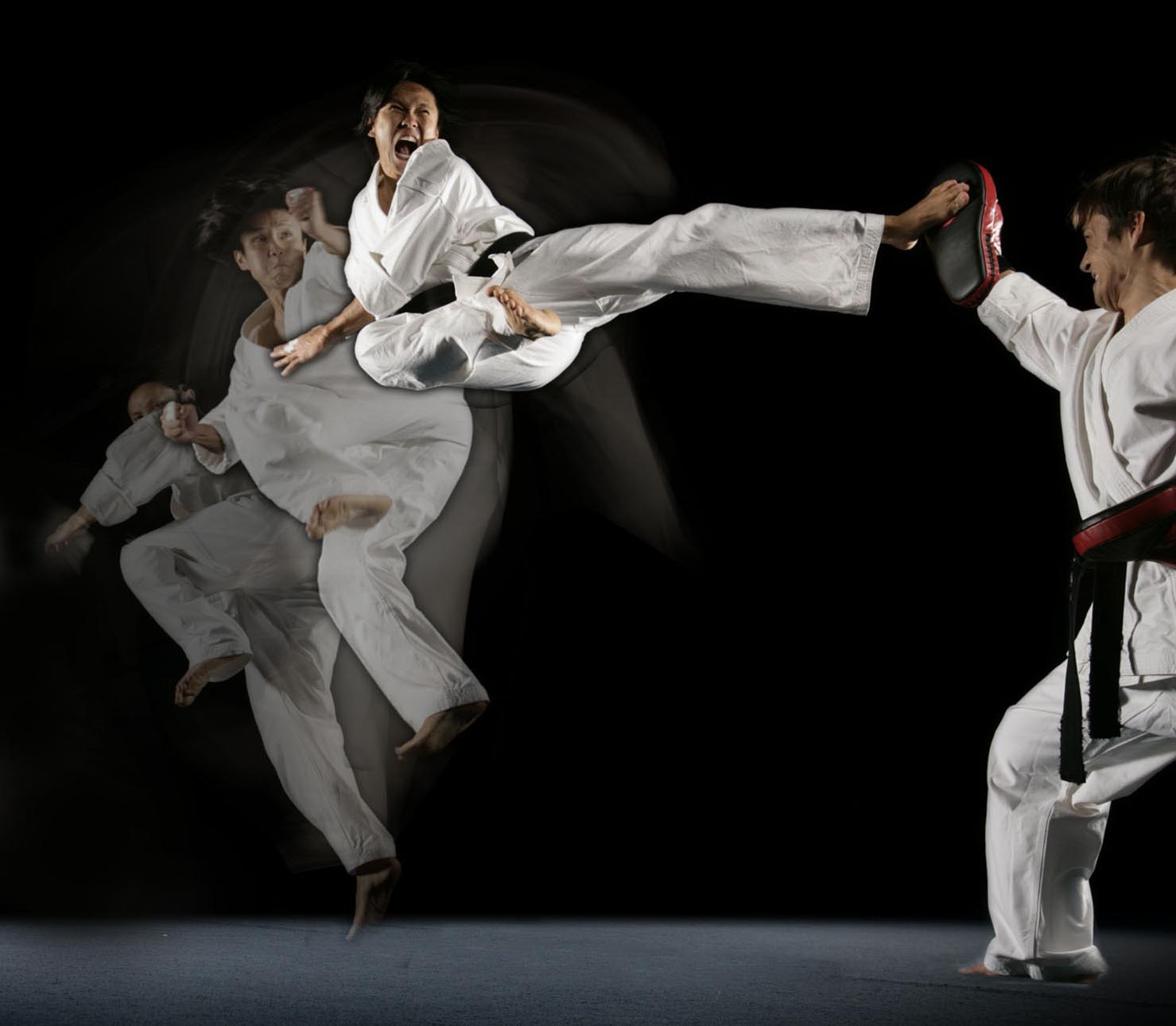

Nas artes marciais, uma voadora é um golpe que resulta de um pulo combinado com um chute, geralmente atingindo a parte superior do tronco do oponente. No caratê, a técnica o golpe é conhecido como Yoko-tobi geri e na capoeira "vôo do morcego".

## História
Chutes altos em geral, bem como chutes saltados, eram estranhos aos estilos ocidentais, e sua presença no Wing Chun assim como artes marciais japonesas e coreanas, provavelmente se deve à influência do estilo norte.
Historicamente, o desenvolvimento e difusão de técnicas de chute voador em artes marciais asiáticas parece ter ocorrido durante os anos 1930 a 1950. Durante esse período, as artes marciais chinesas influenciaram as artes marciais tradicionais de Okinawa, do final da década de 1940, especificamente o Shorinji Kempo. As artes marciais de Okinawa, por sua vez, evoluíram para o karate e, finalmente, também para o taekwondo.
A ênfase especial do Taekwondo na fiação, saltos e chutes voadores é um desenvolvimento da década de 1960.